# 데니스 티토
데니스 앤서니 티토(Dennis Anthony Tito, 1940년 8월 8일 ~ )는 미국의 기술자, 기업인, 우주여행자이다. 세계 최초로 자비로 우주 여행을 한 인물로 알려져있다. 그가 우주 여행에 지불한 금액은 약 2천만 달러로 알려져있다. 2001년 4월 28일, 소유즈 TM-32에서 국제 우주 정거장을 방문하고 8일 가까이 머물면서 지구를 128회 공전했고, 몇 가지 과학 실험을 수행했다. 소유즈 TM-31에 의해 지구에 귀환했다.